# Зуи-тан Фе-де
Зуи-тан Фе-де (вьет. Duy Tân Phế Đế, тьы-ном 維新廢帝) (19 сентября 1900, Хюэ, Французский Индокитай — 25 декабря 1945, Лобае, ЦАР) — 11-й император Вьетнама из династии Нгуен, правивший с 5 сентября 1907 по 3 мая 1916 года.
Храмового имени не получил, поскольку в 1916 году был свергнут, о чём говорит имя Фе-де (вьет. phế đế, тьы-ном 廢帝). Известен в истории по названию своего девиза правления — Зуи-тан (вьет. Duy Tân, тьы-ном 維新). Настоящее личное имя — Фук Винь Шан (вьет. Phúc Vĩnh San, тьы-ном 福永珊).

## Жизнеописание
Зуи-тан Фе-де был сыном императора Тхань-тхай Фе-де. Из-за несогласия Тхань-тхая с французскими колониальными властями и беспорядочных развратных действий Тхань-тхай был объявлен сумасшедшим и сослан на мыс Сен-Жака в 1907 году. Французы решили передать престол его сыну, Нгуену Фук Винь Шану, которому было всего восемь лет, в связи с чем французы полагали, что такой молодой император легко сможет подпасть под их влияние и контроль и будет проводить профранцузскую политику.
Это оказалось большой ошибкой со стороны французов. Фук Винь Шан был возведён на престол под девизом Зуи-тан, что означает «союзник реформ», но со временем, как оказалось, не пожелал жить с этим именем. Когда он стал старше, то заметил, что, хотя он и является формально императором, на деле полностью подчинён колониальным властям. Став подростком, Зуи-тан попал под влияние Чан Као Вана, настроенного против колониальных властей. Император Зуи-Тан стал втайне планировать восстание с Чан Као Ваном с целью свержения французов.
В 1916 году, в то время как Франция была отягощена Первой мировой войной, император Зуи-тан Фе-де незаконно покинул Запретный Город в Хюэ вместе с Чан Као Ваном, чтобы призвать народ к восстанию против французов. Тем не менее, заговор стал известен, Франция послала во Вьетнам войска, и уже через несколько дней заговорщики были преданы и взяты в плен французскими колониальными войсками. Из-за своего возраста и того, что обострять ситуацию ещё больше не годилось, император Зуи Тан был свергнут и выслан из страны, вместо того, чтобы быть казнённым. Чао Кан Вай и другие мятежники были обезглавлены. Зуи-Тан вместе с отцом был сослан на остров Реюньон в Индийском океане.
Зуи-тан Фе-де продолжал поддерживать вьетнамское национальное движение и в изгнании. Во время Второй мировой войны он организовывал на острове с Леоном де Леперваншем сопротивление режиму Виши и участвовал в освобождении Реюньона, после чего присоединился к Свободной Франции и стал военно-морским офицером низшего ранга на французском эсминце «Леопард», выступая в качестве радиста. Затем он присоединился к армии Свободной Франции в звании второго лейтенанта в декабре 1942 года, последовательно получая звания лейтенанта (1943), капитана (1944), майора (июль 1945) и подполковника (сентябрь 1945). За свою службу он был награждён французами медалью Сопротивления с розеткой.
Позже, когда Франция потерпела поражение от сил Вьетминя и режим Бао Дая лишился какой бы то ни было общественной поддержки, французский лидер Шарль де Голль вел переговоры с императором Зуи-Таном, который был всё ещё весьма популярен во вьетнамской общественности, о возвращении во Вьетнам в качестве императора. Тем не менее, Зуи-Тан погиб в авиакатастрофе в Центральной Африке на пути домой во Вьетнам, и большие надежды умерли вместе с ним — у Хо Ши Мина теперь не было соперника-патриота.